# Лусакерт-1
Лусакерт-1 (англ. Lusakert-1) —  пещера, расположенная возле реки Раздан в центральной Армении.      

## Описание
Пещера образовалась в базальтовой скале возрастом 200 тыс. лет вдоль излучины реки Раздан, которая протекала мимо входа в пещеру, когда её занимали гоминиды MP примерно 60–35 тыс. лет назад. После раскопок 1970-х и 1980-х годов, в ходе которых было обнаружено небольшое фаунистическое сообщество и более 200 000 обсидиановых артефактов, с 2007 по 2011 год проводились раскопки в рамках проекта «Палеолитическое ущелье Раздан» в рамках совместного проекта Института археологии и этнографии (НАН РА), Университета Коннектикута (США) и Университета Винчестера (Великобритания).

## Исследование
В Лусакерт-1 после четырех сезонов раскопок (2008–2011 гг.) из 11,9 м 3 осадка было извлечено 13 970 обсидиановых артефактов (исключая 5970 фрагментов размером менее 25 мм). То есть на кубический метр было извлечено 1174 обсидиановых артефакта. В среднем ежедневно извлекалось 470 обсидиановых артефактов с пространственными данными, записанными двумя тахеометрами Leica.
Ароматические углеводороды, найденные в пещере Лусакерт-1 свидетельствуют о том, что неандертальцы каменного века действительно умели разводить огонь.